# Sporadische groep
In de groepentheorie, een onderdeel van de wiskunde is een sporadische groep een van de 26 bijzondere groepen in de classificatie van eindige enkelvoudige groepen. Een enkelvoudige groep is een groep G die geen normale subgroepen heeft behalve de triviale groep. De classificatiestelling stelt dat de lijst van eindige enkelvoudige groepen uit 18 aftelbare oneindige families bestaat, plus de 26 uitzonderingen die niet in het gevonden systematische patroon passen. Dit zijn de sporadische groepen. Deze staan ook bekend als de sporadische enkelvoudige groepen of de sporadische eindige groepen. Soms wordt de Tits-groep beschouwd als een sporadische groep, omdat de Tits-groep strikt genomen niet van het Lie-type is; in dat geval telt men 27 sporadische groepen.
De classificatie van eindige enkelvoudige groepen wordt gegeven door de zogenaamde monsterstelling, die voor het grootste deel gepubliceerd is in de jaren 1955 – 1983, een enorm wiskundig werk van tienduizenden pagina's, verdeeld over zo'n 500 tijdschriftartikelen en van de hand van circa 100 auteurs. Bij deze classificatie blijkt dat elke eindige enkelvoudige groep behoort tot een familie, of geheel op zichzelf staat. Deze opzichzelfstaande groepen worden sporadische groepen genoemd. Daarvan zijn er 26.
Vijf van de sporadische groepen werden ontdekt door Mathieu, de eerste in 1861; de laatste van de 26 werd gevonden in 1975. Van een aantal van deze groepen werd het bestaan voorspeld voorafgaand aan de constructie. De meeste groepen zijn genoemd naar de wiskundige(n) die het bestaan ervan het eerst voorspelde.
De groep F1 is de grootste van de sporadische groepen en wordt monstergroep genoemd. De groep F2 noemt men wel baby monster. Van de 26 sporadische groepen kunnen er 20 worden opgevat als deel uitmakend van de monstergroep, als subgroep of subquotiënt. De zes uitzonderingen zijn J1, J3, J4, O'N, Ru and Ly. Deze zes groepen worden daarom soms paria's genoemd.
In de tabel onderaan staan alle 26 sporadische groepen.

## Namen van de sporadische groepen

Sectien van de sporadische groepen

- Mathieu-groepen: M11 (M11), M12, M22 (M22), M23 (M23), M24 (M24)
- Janko-groepen: J1 (J1), J2 of HJ (J2), J3 of HJM (J3), J4 (J4)
- Conway-groepen: Co1 of F2− (Co1), Co2 (Co2), Co3 (Co3)
- Fischer-groepen: Fi22 (Fi22), Fi23 (Fi23), Fi24 of Fi3+ (Fi24)
- Higman-Sims-groep: HS
- McLaughlin groep: McL
- Held-groep: He of F7+ of F7
- Rudvalis-groep: Ru
- sporadische groep van Suzuki: Suz of F3−
- O'Nan-groep: O'N (ON)
- Harada-Norton-groep: HN of F5+ of F5
- Lyons-groep: Ly
- Thompsongroep: Th of F3|3 of F3
- Baby Monster-groep: B of F2+ of F2
- Fischer-Griess Monstergroep: M of F1

Voor al deze groepen heeft men de matrixrepresentatie over een eindig lichaam/veld berekend.
Het eerste gebruik van de term "sporadische groep" is waarschijnlijk door Burnside in 1911, waar hij de Mathieugroepen becommentarieert: "Deze klaarblijkelijk sporadische enkelvoudige groepen zullen waarschijnlijk een nauwer onderzoek terugbetalen dan zij tot nu toe hebben ontvangen".
De sporadische groepen hebben een groot aantal subgroepen die niet sporadisch zijn. Deze worden niet getoond omdat het er te veel zijn.

## Tabel van de 26 sporadische groepen
| naam         | ontdekker             | orde       | orde                                              | orde                                                                |
| ------------ | --------------------- | ---------- | ------------------------------------------------- | ------------------------------------------------------------------- |
| naam         | ontdekker             | benadering | als product                                       | exact                                                               |
| M11          | Mathieu               | 7.92e03    | 24×32×5×11                                        | 7.920                                                               |
| M12          | Mathieu               | 9.50e04    | 26×33×5×11                                        | 95.040                                                              |
| M22          | Mathieu               | 4.44e05    | 27×32×5×7×11                                      | 443.520                                                             |
| M23          | Mathieu               | 1.02e07    | 27×32×5×7×11×23                                   | 10.200.960                                                          |
| M24          | Mathieu               | 2.45e08    | 210×33×5×7×11×23                                  | 244.823.040                                                         |
| J1           | Janko                 | 1.76e05    | 23×3×5×7×11×19                                    | 175.560                                                             |
| J2 of HJ     | Janko                 | 6.05e05    | 27×33×52×7                                        | 604.800                                                             |
| J3           | Janko                 | 5.02e07    | 27×35×5×17×19                                     | 50.232.960                                                          |
| HS           | Higman, Sims          | 4.44e07    | 29×32×53×7×11                                     | 44.352.000                                                          |
| Co1 of C1    | Conway                | 4.16e18    | 221×39×54×72×11×13×23                             | 4.157.776.806.543.360.000                                           |
| Co2 of C2    | Conway                | 4.23e13    | 218×36×53×7×11×23                                 | 42.305.421.312.000                                                  |
| Co3 of C3    | Conway                | 4.96e11    | 210×37×53×7×11×23                                 | 495.766.656.000                                                     |
| He           | Held                  | 4.03e09    | 210×33×52×73×17                                   | 4.030.387.200                                                       |
| Mc of McL    | McLaughlin            | 8.98e08    | 27×36×53×7×11                                     | 898.128.000                                                         |
| Suz          | Suzuki                | 4.48e11    | 213×37×52×7×11×13                                 | 448.345.497.600                                                     |
| M(22) of F22 | Fischer               | 6.46e13    | 217×39×52×7×11×13                                 | 64.561.751.654.400                                                  |
| M(23) of F23 | Fischer               | 4.09e18    | 218×313×52×7×11×13×17×23                          | 4.089.470.473.293.004.800                                           |
| M(24) of F24 | Fischer               | 1.26e24    | 221×316×52×73×11×13×17×23×29                      | 1.255.205.709.190.661.721.292.800                                   |
| Ly           | Lyons                 | 5.18e16    | 28×37×56×7×11×31×37×67                            | 51.765.179.004.000.000                                              |
| Ru           | Rudvalis              | 1.46e11    | 214×33×53×7×13×29                                 | 145.926.144.000                                                     |
| F2 of B      | Fischer               | 4.15e33    | 241×313×56×72× 11×13×17×19×23×31×47               | 4.154.781.481.226.426.191.177.580.544.000.000                       |
| ON           | O’Nan                 | 4.61e11    | 29×34×5×73×11×19×31                               | 460.815.505.920                                                     |
| F3 of Th     | Thompson              | 9.07e16    | 215×310×53×72×13×19×31                            | 90.745.943.887.872.000                                              |
| F5 of HN     | Harada, Norton, Smith | 2.73e14    | 214×36×56×7×11×19                                 | 273.030.912.000.000                                                 |
| F1 of M      | Fischer, Griess       | 8.08e53    | 246×320×59×76×112×133× 17×19×23×29×31×41×47×59×71 | 8,080 174 247 945 128 758 864 599 049 617 107 570 057 543 68 × 1053 |
| J4           | Janko                 | 8.68e19    | 221×33×5×7×113×23×29×31×37×43                     | 86.775.571.046.077.562.880                                          |